# Yeagerup Dunes
Yeagerup Dunes är en sanddyn i Australien. Den ligger i delstaten Western Australia, omkring 290 kilometer söder om delstatshuvudstaden Perth.
Trakten runt Yeagerup Dunes är nära nog obefolkad, med mindre än två invånare per kvadratkilometer.. Det finns inga samhällen i närheten.
I omgivningarna runt Yeagerup Dunes växer i huvudsak städsegrön lövskog. Genomsnittlig årsnederbörd är 1 184 millimeter. Den regnigaste månaden är maj, med i genomsnitt 208 mm nederbörd, och den torraste är januari, med 14 mm nederbörd.